# Garrett Reisman
Pour les articles homonymes, voir Reisman.
Garrett Erin Reisman (10 février 1968, Morristown, New Jersey) est un astronaute américain. 
Il est consultant pour l'entreprise SpaceX et enseigne à l'université de Californie du Sud. Il est aussi consultant de Vast, entreprise ayant pour objectif la construction et le lancement de stations spatiales commerciales.

## Vols réalisés
Il totalise deux vols spatiaux :
- le 11 mars 2008 (mission Endeavour STS-123) : livraison du Japanese Experiment Module et séjour de longue durée à bord de la Station spatiale internationale (ISS)[3].
- le 14 mai 2010 (mission Atlantis STS-132) : remplacement des batteries de l'ISS[4].